# Список керівників держав 1036 року
Список керівників держав 1036 року — це перелік правителів країн світу 1036 року.
Список керівників держав 1035 року — 1036 рік — Список керівників держав 1037 року — Список керівників держав за роками

## Європа
- Англія:
  - Король Англії — Гарольд I Заяча Лапа (1035—1040)
  - Гвікке — елдормен до 1056 — ?
  - Корнволл — граф Ґодвін ап Алурд (1010—1050)
- Балканський півострів:
  - Дукля — до 1040 невідомо.
- Білорусь:
  - Полоцьке князівство — Брячислав Ізяславич (1001/1003-1044)
  - Турівське князівство — до 1045 невідомо
- Волзька Болгарія — Ашрафхан (1028—1061)
- Вельс:
  - Брихейніог — Гріфід ап Елісед (?-1045)
  - Королівство Гвент — Едвін ап Гуріад (1015—1045)
  - Королівство Гвінед — Яго III (1023—1039)
  - Дехейбарт — Гівел ап Едвін (1033—1044)
  - Морганнуг — Гівел ап Овейн (990/1000-1015/1043)
  - Королівство Повіс — Яго III (1033—1039)
- Візантійська імперія — Михаїл IV (1034—1041)
  - Самос (фема) — Роман Склір (1034—1042)
  - Неаполітанське герцогство — Сергій IV (1002–1036); Іоанн V (1036–1042)
- Ірландія — верховний король Доннхад мак Бріайн (1022—1063)
  - Айлех — Флайхбертайг О'Нейлл (1033—1036); Ніалл мак Маел Сехнайлл (1036—1061)
  - Айргіалла — Гілла Колуйм О'Ейхнех (1027—1048)
  - Дублін (королівство) — Сітрік Шовкова Борода (995—1036); Ехмарках мак Рагнайлл (1036—1038)
  - Коннахт — Арт Уаллах МакАйд (1030—1046)
  - Ленстер — Доннхад (1024—1033/1036); Доннхад мак Гілла Патрайк (1036—1039)
  - Король Міде — Конхобар Уа Маел Сехлайнн (1030—1073)
  - Мунстер — Доннхад мак Бріайн (1025—1064)
  - Улад — Ніалл мак Еохада (1016—1063)
    - Конайлле Муйрхемне — Домналл мак Гілла Хріст (1029—1052)
- Італія:
  - Арборейський юдикат — Гоннаріо I Арборейський (1015? — 1038)
  - Венеційська республіка — дож Доменіко Флабаніко (1032—1043)
  - Кальярський юдикат — Маріано I (1016? — 1058)
  - Князівство Капуанське — Пандульф IV (1026-1038), другий раз
  - Князівство Беневентське — Пандульф III (1033–1050)
  - Герцогство Гаета — Пандульф I (1032-1038); Пандульф II (1032-1038), співправитель
  - Маркграфство Монферрат — Гульєльмо III (991—1042)
  - Салернське князівство — Гваймар IV (1027–1052)
  - Сполетське герцогство — Гуго III (1036—1043)
  - Сицилійський емірат — Ахмад II аль-Акхал (1019—1036); Абдаллах (1036—1040)
  - Маркгафство Тоскана — Боніфацій IV (1027—1052)
  - Торреський юдикат — Гоннаріо I Арборейський (1015? — 1038)
  - Принц-єпископство Тренто — Ульріх II (1027—1055)
    - Катепанат Італії — Костянтин Опос (1033—1038)
- Кавказ:
  - Вірменія — Ованес-Смбат (1020—1041)
  - Цар Картлі, Кахетії та Абхазії Баграт IV (1027—1072)
  - Кахетинсько-Еретське царство — Квіріке III (1014—1037/1038)
- Німеччина:
  - Маркграфство Австрія — Адальберт (1018—1055)
  - Герцогство Баварія — герцог Генріх VI (1027—1042)
  - Принц-єпископство Бріксен — Гартвіг фон Бріксен (1027—1039)
  - Архієпископ Зальцбургу — Дітмар II (1025—1041)
  - Герцогство Каринтія — Арнольд (1025—1055)
  - Кельнське курфюрство — Пілгрім (1021—1036); Герман II (1036—1056)
  - Лужицька марка — Еккехард II (1034—1046)
  - Архієпископ Майнца Бардо (1031—1051)
  - Маркграфство Мейсен — Герман I (1009—1038)
  - Ободрицький союз — Ратибор (1028—1043)
  - Герцогство Саксонія — Бернхард II (1011—1059)
  - Саксонська марка — до 1046 невідомо
  - Герцогство Швабія — Герман IV (1030—1038)
- Піренейський півострів:
  - Королівство Арагон — Раміро I (1035—1063)
  - Барселонське графство — Рамон-Беренгер I (1035—1076)
  - Графство Безалу — Гільєрмо I Товстий (1020–1052)
  - Королівство Кастилія — Фернандо I (1035—1067)
  - Королівство Леон — король Леону Галісії та Астурії Бермудо III (1028—1037)
  - Альхесіраська тайфа — Аль-Касім аль-Мамун (1018—1035); приєднано до Малаги (до 1038)
  - Валенсійська тайфа — Абд аль-Азіз (1021—1061)
  - Аркоська тайфа — Абдун ібн Мухаммад (1029/1030-1053)
  - Гранадська тайфа — Хабус ібн Максан (1019/1020-1038)
  - Денійська тайфа — Муджахід аль-Амірі (1014—1044)
  - Кармонська тайфа — Мухаммад (1023/1024-1042/1043)
  - Малазька тайфа — Ідріс І (1035—1039)
  - Мертольська тайфа — Ібн Тайфур (1033—1044)
  - Мурсійська тайфа — у складі Альмерійської тайфи до 1038
  - Сарагоська тайфа — Ях'я аль-Музаффар (1023—1036); Мунзир II (1036—1038)
  - Севільська тайфа — Аббад I (1023—1042)
  - Толедська тайфа — Ісмаїл аз-Захір (1032—1043)
  - Тортоська тайфа — Лабіб аль-Амірі аль-Фата (1010—1039/1040)
  - Бадахоська тайфа — Абдаллах (1022—1045)
  - Альмерійська тайфа — Зухайр ас-Саклабі (1028—1038)
  - Королівство Наварра — Гарсія III (1035—1054)
  - Графство Португалія — Мендо III Нунеш (1028—1050/1054)
- Польща — Болеслав Забутий (1034—1038)
- Скандинавія:
  - конунґ данів — Гардекнуд (1035—1040)
  - Король Норвегії — Маґнус I Добрий (1035—1047)
  - Швеція — Анунд III Якоб (1022—1050)
- Угорське князівство — король Стефан I Угорський (1000/1001—1038)
- Україна — Київський князь Ярослав Мудрий (1019—1054)
  - Волинське князівство — Святослав Ярославич (1013—1054)
  - Чернігівське князівство — Мстислав Хоробрий (1024—1036); до 1054 у підпорядкуванні Києву
- Королівство Франція — Генріх I (1027/1031-1060)
  - Герцогство Аквітанія — Ґійом VI Товстий (1030—1038)
  - Арелатське королівство — Конрад II (1032—1039)
  - Графство Булонь — граф Євстахій I (1033—1049)
  - Графство Бургундія — Ренальд I (1026–1057)
  - Графство Ванн — Будик (1004/1005-1037/1038)
  - Герцогство Васконія — герцог Одо II (1032—1039)
  - Бретонське герцогство — Фульк III Нерра (987—1040)
  - Голландія — Дірк III (993—1039)
  - Ено (графство) — Гоцело (1023—1044)
  - Графство Керсі — Гуго (1010—1053)
  - Графство Ла Марш — Бернар I (1010/1012-1047)
  - Нижня Лотарингія — Гоцело (1023—1044)
  - граф Лувену і маркграф Брюсселю Генріх I (1015—1038)
  - Люксембург (графство) — Генріх II (1026—1047)
  - Льєзьке єпископство — Регінард (1025—1037)
  - Графство Мен — Гуго IV (1035-1051)
  - Монпельє (сеньйорія) — Гільйом II де Монпельє (1025—1058)
  - граф Монса Реньє V (1013—1039)
  - Намюр (графство) — Альберт ІІ (1018/1031—1063/1064)
  - Нормандія — Вільгельм II (1035—1087)
  - Савойське графство — Гумберт I (1003—1047/1048)
  - Графство Тулуза — Гильйом III Тайлефер (978—1037)
  - Урхельське графство — Ерменгол II (1011—1039)
  - Фландрія — Балдуїн V (1035—1067)
  - Графство Фуа — Бернар Роже де Фуа (1011/1012-1036/1038)
- Хорватія — Степан I (1030—1058)
- Чехія — князь Бржетислав I (1034—1055)
- Шотландія:
  - Король Шотландії — Дункан (1034—1040)
  - Стратклайд — Дункан I (1018—1040)
- Святий Престол; Папська держава — папа римський Бенедикт IX (1032—1044)
- Вселенський патріарх — Алексій Студит (1025—1043)
  - Тбіліський емірат — Джафар III (1032—1046)

## Азія
- Близький Схід:
  - Фатіміди — Алі аз-Загір (1021—1036); Мустансир (1036—1094)
  - Багдадський халіфат — Аль-Каїм (1031—1075)
  - Шаріфат Мекки — Абу'л-Фатах аль-Хасан (994—1039)
  - Наджахіди — Насір аль-Муайяд ад-Дін Наджах (1022—1050/1060)
  - Дербентський емірат — Абд аль-Малік II (1034—1043)
  - Зіяриди — Анушіраван ібн Манучіхр (1031—1043)
  - Держава Ширваншахів — Алі II (1034—1043)
- Візантія:
  - Васпуракан (фема) — Георгій Маніак (1034—1037)
  - Едеса (фема) — Михайло Апокап (1036—1038)
- Карське царство — Гагік (1029—1065)
- Сюнікське царство — Васак (998—1040)
- Ташир-Дзорагетська держава — Давид I Безземельний (989/1020-1048)
- Династія Лі — Лі Тхай Тонг (1028—1054)
- Індія:
  - магараджахіраджа Гаріяни — Кумарапаладева (1019—1051)
  - Гуджара-Пратіхари — Джасапала (1024/1027-1036). Державне утворення зникло під ударами військ Махмуда Газневі.
  - Гуджарадеша — Бгіма I (1022—1063/1064)
  - Династія Какатіїв — Бета I (1000—1030/1050); Прола I (1030/1050–1075/1076)
  - Камарупа — Дхарма Пала (1035—1050)
  - самраат Кашмірської держави (Династія Лохара) — Анантадева (1028—1063)
  - Мевар (князівство) — Амрапрасада (1034? — 1050?)
  - Імперія Пала — Махіпала I (988—1038)
  - Держава Пандья — підкорено Чолою до 1190
  - Парамара — Бходжа Парамара (1010—1055)
  - Династія Тхакурі — Лакшмікамадева I (1024—1040)
  - Саканбарі — нріпа Вакпаті II Чаухан (1026—1040)
  - Держава Хойсалів — Нріпакама II (1026—1047)
  - Західні Чалук'ї — Джаясімха II (1015—1042/1043)
  - Східні Чалук'ї — Раджараджа Нарендра (1019—1061)
  - Чандела — магараджа Джеджа-Бхукті Віджаяпала (1035—1050)
  - магараджа держави Чеді й Дагали — Гангеядева (1015—1041)
  - Чола — Раджендра Чола I (1014—1044)
- Індонезія:
  - Матарам — Аірланга (1019—1045)
  - Сунда — Прабу Детіа (1030—1042)
  - Шривіджая — Шрі Дева (1025/1026—1044)
- Китай:
  - Далі — до 1081 невідомо
  - ідикут Кучі — до 1126 — невідомі
  - Династія Ляо — Єлюй Цзунчжень (1031—1055)
  - Династія Сун — Чжао Чжень (1022—1063)
- Корея:
  - Корьо — Чонджон (1034—1046)
- Паган — король Чісо (1021—1038)
- Татон — Мануха (1032/1035—1057)
- Персія і Середня Азія:
  - Баванди — до 1057 невідомо
  - Буїди — Джалал ад-Даула (1027—1044)
  - Газневіди — Масуд Газневі (1030—1040)
  - Какуїди — Мухаммад Душманзіяр (1008—1041)
  - Мамуніди — Ісмаїл Хандан (1035—1041)
  - Раввадіди — Вахсудан Абу Мансур (1020—1059)
  - Саларіди — Марзубан II ібн Ісмаїл (979? — до 1050)
  - Шеддадіди — Алі Лашкарі II (1034—1049)
- Кхмерська імперія — Сур'яварман I (1011?-1050)
- Сінгханаваті — Пхромкуман (1029—1089)
- Середня Азія:
  - Караханідська держава — Сулейман II Арслан-хан (1032—1040)
- Японія — Імператор Ґо-Ітідзьо (1016—1036); Імператор Ґо-Судзаку (1036—1045)

## Африка
- Берегвати — ?
- Зіріди — Аль-Муїзз ібн Бадіс (1016—1062)
- Макурія — до 1077 невідомо
- Сіджильмаський емірат — Масуд ібн Ванудін (1020—1053)
- Фатіміди — Алі аз-Загір (1021—1036); Мустансир (1036—1094)
- Феський емірат — до 1038 захоплено Іфранідами
- Хаммадіди — Каїд ібн Хаммад (1028—1054)
- Королівство Шоа — королева Бадіт (? — 1063)